# Ki Bobe
Ki Bobe (hangul: 기보배, RR: Ki Bo-bae; 1988. február 20.–) dél-koreai íjász, 2016-ban 3. helyen állt a világranglistán.

## Pályafutása
A 2012. évi olimpiai játékok női csapatversenyében és egyéniben is aranyérmet szerzett. Egyéniben a mexikói Aida Romant győzte le, bár döntetlent lőttek, Ki nyílvesszője közelebb volt a céltábla középpontjához.
2015-ben a világbajnokságon csapatban bronzérmet, egyéniben és vegyesben aranyérmet szerzett.
A 2016. évi olimpiai játékok női csapatversenyében aranyérmet szerzett, ezzel Dél-Korea egymás után nyolcadszor győzött csapatban olimpián. Egyéniben Ki ugyanitt bronzérmes lett.